# Callibaetis pictus
Callibaetis pictus je druh jepice z čeledi Baetidae. Žije ve Střední a Severní Americe, a to v celém Mexiku a na severu a severozápadě Spojených států amerických. Jako první tento druh popsal Eaton v roce 1871.